# RMG (grupo de rap)
Reflection Music Group (R.M.G.) es un grupo estadounidense de hip hop cristiano firmado con Reflection Music Group. El grupo está compuesto activamente por tres raperos, Derek Minor, Canon y Byron Juane. En 2012, el grupo irrumpió en las listas de Billboard con su álbum Welcome to the Family que se lanzó el 27 de marzo de 2012.

## Inicios
El grupo cristiano de hip hop, R.M.G. comenzó en 2012, y está compuestos por seis artistas cristianos de hip hop, Derek Minor, Chad Jones, Canon, B. Cooper, Byron Juane y Deraj

## Historia
R.M.G. lanzó Welcome to the Family, con Reflection Music Group, el 27 de marzo de 2012, y el álbum apareció en tres listas de Billboard.

## Miembros
- Canon
- Derek Menor
- Byron Juane

## Miembros anteriores
- B. Cooper
- Tony Tillman
- Chad Jones

## Discografía

### Álbumes de estudio
| Título                | Detalles del álbum                                                                               | Posiciones más altas | Posiciones más altas | Posiciones más altas |
| Título                | Detalles del álbum                                                                               | US Chr               | US Gos               | US Heat              |
| --------------------- | ------------------------------------------------------------------------------------------------ | -------------------- | -------------------- | -------------------- |
| Welcome to the Family | - Lanzamiento: 27 de marzo de 2012 - Discográfica: Reflection Music Group - CD, descarga digital | 32                   | 14                   | 32                   |